# 1984년 하계 올림픽 안도라 선수단
1984년 하계 올림픽 안도라 선수단은 미국 로스앤젤레스에서 개최된 1984년 하계 올림픽에 참가한 올림픽 안도라 선수단이다.

## 참고 자료
- (영어) “Andorra at the 1984 Los Angeles Summer Games”. SR/Olympic Sports. 2013년 11월 11일에 원본 문서에서 보존된 문서. 2011년 10월 6일에 확인함.
- (영어) 공식 올림픽 보고서 보관됨 2012-02-04 - 웨이백 머신